# Lacroix-Barrez
Lacroix-Barrez is een gemeente in het Franse departement Aveyron (regio Occitanie) en telt 550 inwoners (1999). De plaats maakt deel uit van het arrondissement Rodez.

## Geografie
De oppervlakte van Lacroix-Barrez bedraagt 28,7 km², de bevolkingsdichtheid is 19,2 inwoners per km².

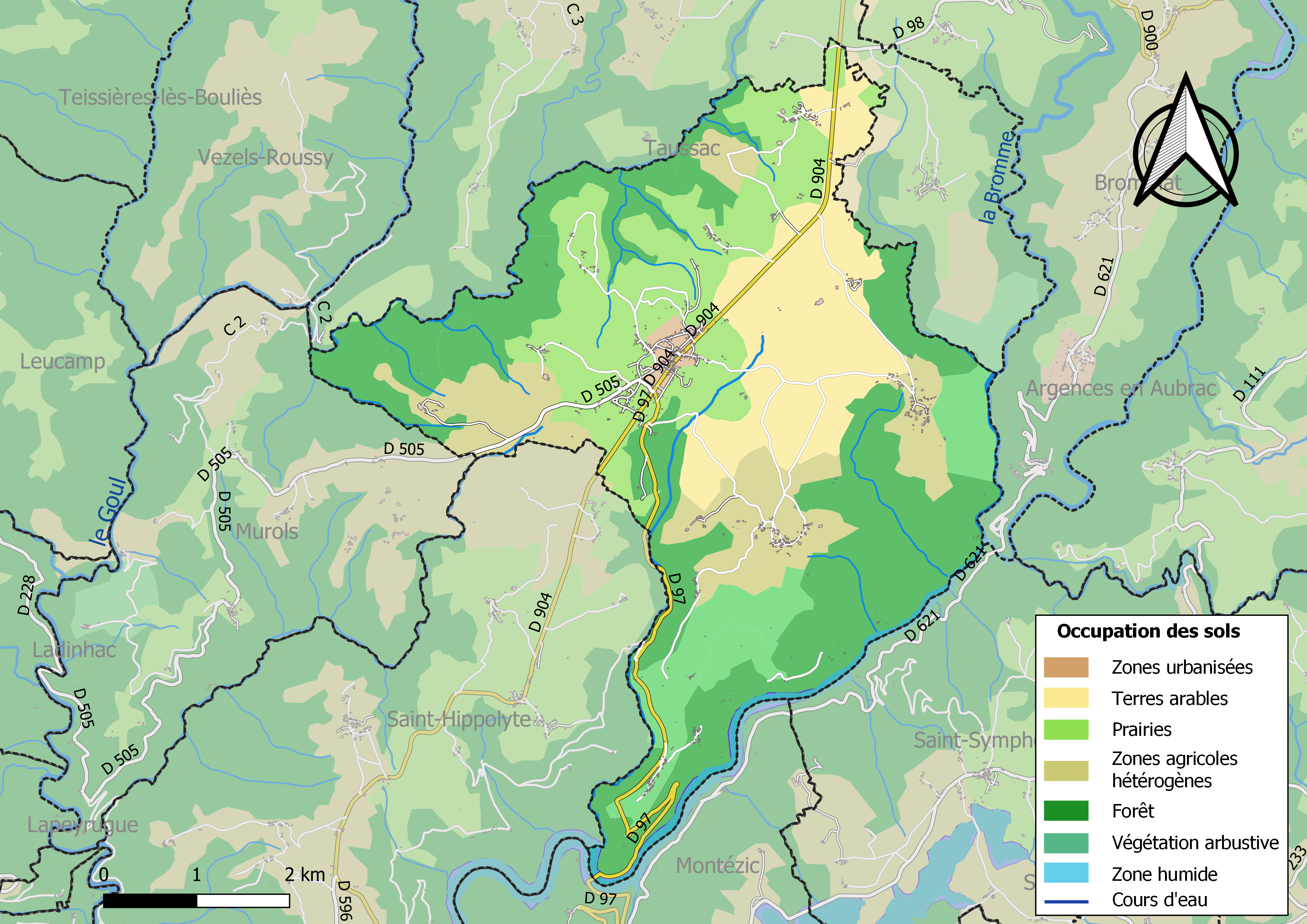
Kaart van de gemeente met de belangrijkste infrastructuur, bodemgebruik en omliggende gemeenten

## Demografie
Onderstaande figuur toont het verloop van het inwonertal (bron: INSEE-tellingen).

Vanwege een beveiligingsprobleem met de MediaWiki Graph-software is het momenteel niet mogelijk deze grafiek weer te geven. Zodra de software is bijgewerkt zal de grafiek vanzelf weer zichtbaar worden.

## Geboren
- Jean Verdier (1864-1940), aartsbisschop en kardinaal